# Delirio (film 1938)
Delirio è un film del 1938 diretto da Marc Allégret.

## Trama
André Pascaud è innamorato della moglie Gisèle, ma nel tentativo di convincere il fratello Gilbert di rompere con la studentessa Françoise Massard, si innamora follemente di lei e lascia la moglie.
La nuova coppia conduce una vita disordinata ma quando Françoise scopre che Gisèle aspetta un bimbo si uccide permettendo ad André di ricongiungersi alla moglie.

## Remake
Nel 1954 viene realizzato Delirio un film con lo stesso titolo e la stessa trama con protagonisti Raf Vallone e Françoise Arnoul diretti da Pierre Billon e Giorgio Capitani.